# Hans-Peter Mayer

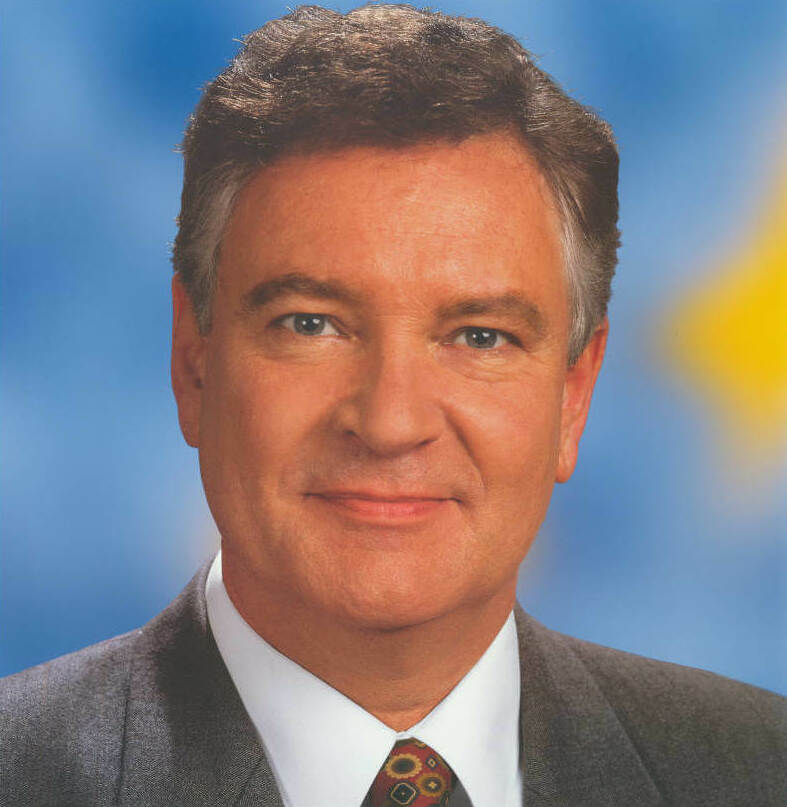
Hans-Peter Mayer (1999)

Hans-Peter Mayer (* 5. Mai 1944 in Riedlingen) war von 1999 bis 2014 Europaabgeordneter der CDU für Niedersachsen in der Europäischen Volkspartei.

## Werdegang
Nach seinem zweiten juristischen Staatsexamen und seiner Promotion zum Dr. jur. utr. begann er 1975 als selbständiger Rechtsanwalt in Bad Waldsee, wo er von 1975 bis 1980 auch Stadtrat war. In diesen Jahren betätigte er sich ehrenamtlich als Vorsitzender des Stadtjugendrings und als Vorsitzender des Freien Katholischen Schulwerks „Eugen Bolz“ mit Vorschulkindergarten, Grund- und Hauptschule. Er war über den Eintritt 1968 in die Junge Union 1975 zur CDU gekommen. 1980 wurde er bis 1990 Professor für Recht und Verwaltungslehre an der Katholischen Fachhochschule Norddeutschland mit den Abteilungen in Vechta und Osnabrück. 1990 wurde er zum Dr. phil. promoviert. Danach war er bis 1991 Rektor der Hochschule.
1991 bis 1994 war er Staatssekretär im Ministerium für Wirtschaft und Technologie von Sachsen-Anhalt. Nach dem Regierungswechsel war er wieder als Rechtsanwalt tätig.
Von 1995 bis 1999 war Mayer Landesvorsitzender des Wirtschaftsrates der CDU von Sachsen-Anhalt und der Bundesfachkommission Europapolitik. 1999 wurde er in das Europaparlament gewählt. Dort war er Mitglied im Rechtsausschuss. Von 2006 bis 2014 war er Mitglied des Landesvorstandes der CDU Niedersachsen.
Mayer ist seit 1964 Mitglied der katholischen Studentenverbindung AV Cheruskia Tübingen im CV.

## Mitgliedschaften
Mayer war Mitglied der Europa-Union Parlamentariergruppe Europäisches Parlament.